# 아홉 서정시인

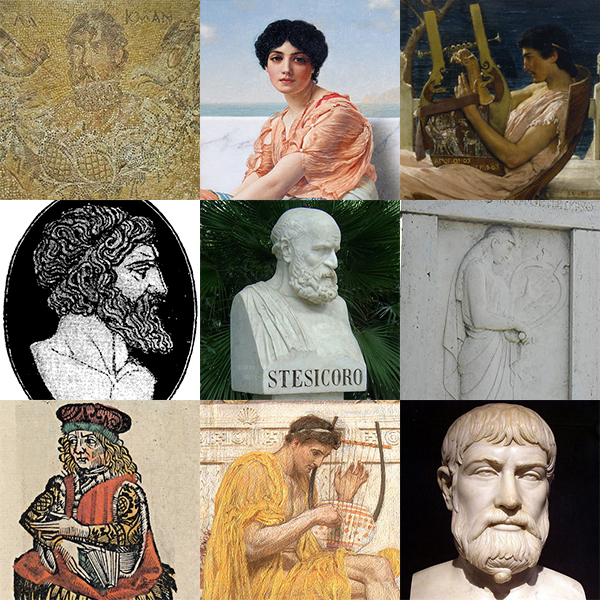
왼쪽 상단부터 차례대로 알크만, 사포, 알카이오스, 아나크레온, 스테시코로스, 이비코스, 시모니데스, 바킬리데스, 핀다로스.

아홉 서정 시인은 헬레니즘 시대 알렉산드리아의 학자들이 비평 연구에 따라 뛰어나다고 평가한 그리스 고졸기의 작가 목록을 말한다.
아홉 서정 시인은 다음과 같다.
- 케오스의 바킬리데스 (합창시, 기원전 5세기)
- 레스보스의 사포 (독창시, 기원전 600년 경)
- 히메라의 스테시코로스 (합창시, 기원전 6세기)
- 케오스의 시모니데스 (합창시, 기원전 6세기)
- 테오스의 아나크레온 (독창시, 기원전 6세기)
- 레스보스의 알카이오스 (독창시, 기원전 600년 경)
- 스파르타의 알크만 (합창시, 기원전 7세기)
- 레기온의 이비코스 (합창시, 기원전 6세기)
- 테바이의 핀다로스 (합창시, 기원전 5세기)

원래 서정 (lyric)은 대부분의 그리스 원전에서 멜리코스 (melikos, "노래"라는 뜻의 melos에서 파생)라는 단어로 부르고 있으나, 일부 저자가 리리코스 (lyrikos)를 쓰면서 라틴어 (lyricus)와 현대 언어에서 표준어가 되었다.
고대 학자들은 내용이 아닌 운율 형태를 기초로 양식을 정의했다. 따라서 현대 문학에서 서정시라고 분류하는 엘레지와 이암부스는 당시의 기준에 포함되지 않는다.
이들의 시는 전통적으로 합창시와 독창시로 나뉘는데, 이에 대해서는 현대의 일부 학자 간에 논쟁이 있다.

## 같이 보기
- 그리스 서정시